# Witali Wassiljewitsch Fedortschuk
Witali Wassiljewitsch Fedortschuk (ukrainisch Віталій Васильович Федорчук, russisch Виталий Васильевич Федорчук; * 27. Dezember 1918 in Ohijiwka, Gouvernement Kiew; † 29. Februar 2008 in Moskau) war ein sowjetisch-ukrainischer Politiker.

## Karriere
Fedortschuk besuchte die Militärhochschule in Kiew und war seit 1939 Mitarbeiter des sowjetischen Geheimdienstes SMERSCH. Er wurde 1970 Vorsitzender des KGB der Ukraine. Fedortschuk war vom 26. Mai 1982 bis 17. Dezember 1982 KGB-Chef und von 1982 bis 1986 Innenminister der Sowjetunion. Er starb 2008 nach langer Krankheit in Moskau und wurde auf dem Friedhof Trojekurowo beigesetzt.

## Ehrungen
- Orden der Oktoberrevolution (1971)
- Leninorden (1977)
- Orden des Roten Banners der Arbeit (1973, 1980)
- Orden des Vaterländischen Krieges 1. Klasse
- Orden des Roten Sterns (1943, 1952)